# Al-Qantara (revista)
Al-Qantara: Revista de estudios árabes es una revista revisada por pares, publicada por el Consejo Superior de Investigaciones Científicas (CSIC) de España. Dedicada a la civilización del islam clásico (hasta el siglo XVII incluido), fue creada en 1980 como continuación de la desaparecida revista Al-Andalus (1933-1978). Se publica dos veces al año y está disponible en español y en inglés como revista electrónica en acceso abierto.
Su consejo asesor incluye a académicos como la catedrática de Estudios Árabes e Islámicos de la Universidad de Valencia, Carmen Barceló Torres. Asimismo, entre sus colaboradores habituales, la revista cuenta con el historiador del arte español Basilio Pavón Maldonado.
Está indizada en Web of Science: Arts & Humanities Citation Index (A&HCI) y Current Contents - Arts & Humanities; SCOPUS, CWTS Leiden Ranking (Journal indicators), ERIH Plus, REDIB, DOAJ y otras bases de datos nacionales e internacionales. Está incluida en el Catálogo Latindex 2.0 y cuenta con el Sello de Calidad de la FECYT.